# ハンス・マグヌス・エンツェンスベルガー
ハンス・マグヌス・エンツェンスベルガー（ドイツ語: Hans Magnus Enzensberger, 1929年11月11日 - 2022年11月24日）は、ドイツの作家、詩人、批評家、翻訳家。ブレヒト以後の重要な社会派詩人と目されており、現代社会への文明批判も多く著している。Andreas Thalmayrの筆名も用いる。弟は作家のクリスティアン・エンツェンスベルガーである。

## 経歴
1929年、シュヴァーベン地方のカウフボイレンに生まれる。エアランゲン、フライブルク、ハンブルク、ソルボンヌの大学で文学と哲学を学び、1955年にクレメンス・ブレンターノの詩をテーマにした論文で博士号を取得。1955年まではシュトゥットガルトのラジオ局に勤めた。作家としては47年グループに参加して作品を発表、また編集者として『Kursbuch』『Die Andere Bibliothek』などに関わり、月刊誌『TransAtlantik』の創立者となった。彼自身の作品は40以上の言語に翻訳されている。
彼の詩は皮肉や風刺を用いて市民の不安を表現するような社会批判的なものが多い。例えば「中産階級のブルース」では、様々なタイプの中産階級 （ドイツ語: Mittelstand）の生活が、「不平を言うわけにはいかない」「僕らは何を求めているのか？」といったフレーズを繰り返しながら描かれている。詩、エッセイのほかにも小説、映画、演劇、ルポルタージュなど様々なジャンルで活躍しており、いくつかの子供向けの本も著している。
2009年6月、スペイン政府よりスペイン芸術文学勲章を受勲し、Excelentísimo Señorとして遇されている。

## 主要作品
- Brentanos Poetik 1961 『ロマン派からの飛翔－ブレンターノの詩法』
- Poesie und Politik 1962 『現代の詩と政治』
- Politik und Verbrechen 1964 『政治と犯罪』
- Das Verhör von Habana 1970 『ハバナの審問』
- Der kurze Sommer der Anarchie 1972 『スペインの短い夏』
- Mausoleum. 37 Balladen aus der Geschichte des Fortschritts 1975 『霊廟－進歩の歴史からの37篇のバラード』
- Der Untergang der Titanic 1978 『タイタニック沈没』
- Ach, Europa! 1987 『ヨーロッパ半島』
- Mittelmaß und Wahn 1988 『ドイツはどこへ行く?』
- Requiem für eine romantische Frau 1988 『「愛」の悪魔』
- Die Große Wanderung 1992 『国際大移動』
- Aussichten auf den Burgerkrieg 1993 『冷戦から内戦へ』
- Der Zahlenteufel 1997 『数の悪魔』
- Wo warst du, Robert? 1998 『ロバートは歴史の天使』
- Zugbrücke außer Betrieb: Die Mathematik im Jenseits der Kultur 1999 『数学者は城の中?』
- Hammerstein oder der Eigensinn 2008 『がんこなハマーシュタイン』
- Bibs 2009 『ビブスの不思議な冒険』
- Immer das Geld! 2015 『お金の悪魔 フェおばさんの経済学レクチャー』